# Залізничне (Голованівський район)
Залізни́чне — село в Україні, у Вільшанській селищній громаді Голованівського району Кіровоградської області. Населення становить 261 осіб.

## Населення
Згідно з переписом УРСР 1989 року чисельність наявного населення села становила 297 осіб, з яких 130 чоловіків та 167 жінок.
За переписом населення України 2001 року в селі мешкали 262 особи.

### Мова
Розподіл населення за рідною мовою за даними перепису 2001 року:
| Мова       | Відсоток |
| ---------- | -------- |
| українська | 97,70 %  |
| російська  | 2,30 %   |

## Постаті
- Максюта Олександр Анатолійович (1986—2015) — солдат Збройних сил України, учасник російсько-української війни 2014—2017.